# São João do Manteninha
São João do Manteninha est une municipalité brésilienne de l'État du Minas Gerais et la microrégion de Mantena.